# Apple TV+
Apple TV+ es un servicio de streaming tipo OTT de televisión web y vídeo bajo demanda por suscripción (sin publicidad), desarrollado y operado por Apple Inc., que debutó el 1 de noviembre de 2019. Fue anunciado durante su evento especial de Apple del 25 de marzo en el Steve Jobs Theatre. Un importante número de celebridades involucradas con los proyectos de Apple TV+ aparecieron en el escenario para el anuncio, incluyendo a Oprah Winfrey, Steven Spielberg y Jennifer Aniston.El contenido de Apple TV+ se puede ver a través de la aplicación Apple TV, que está programada para ser accesible desde numerosos dispositivos electrónicos de consumo, incluidos los de la competencia de Apple, a partir de 2019.
Apple planea ampliar aún más la disponibilidad de los servicios.Además, existen soluciones alternativas para los suscriptores cuyo dispositivo no es compatible actualmente. El acceso a la plataforma está incluido como parte de la suscripción a Apple Oney la mayor parte de su contenido está disponible en el perfil Dolby Vision 5 y Dolby Atmos.
En su debut, Apple TV+ estaba disponible en alrededor de 100 países, menos que el objetivo informado de 150. Varios países fueron excluidos del servicio a pesar de que otros productos Apple estaban disponibles en estos. Los medios han señalado que el alcance inicial bastante amplio del servicio ofreció a Apple una ventaja sobre otras plataformas lanzadas recientemente como Disney+, y que debido a que Apple distribuye su propio contenido a través del servicio en lugar de distribuir contenido de terceros con licencia (como lo hace, por ejemplo, Hulu), no estaría limitado por problemas de licencia durante su expansión.
A principios de 2020, Apple TV+ tuvo un crecimiento pobre y un bajo número de suscriptores en relación con los servicios de la competencia.A mediados de ese año, Apple comenzó a licenciar programas de televisión y películas más antiguos, intentando seguir siendo competitivo con otros servicios, atraer y retener una audiencia para su contenido original y convertir en suscriptores a los usuarios que estaban probando el servicio.
Apple TV+, junto con Apple TV Channels (anunciados simultáneamente), un servicio por suscripción de video prémium a la carta, es parte del esfuerzo concertado de la compañía para expandir sus ingresos por servicios al hacer que el contenido de video distribuido con cargo mensual recurrente esté ampliamente disponible para el público.

## Historia

### Orígenes
Durante mucho tiempo se rumoreaba que Apple tenía interés en crear un servicio de televisión por internet y en 2015 entró en negociaciones con varios estudios de televisión y programadores para agregar su contenido en un paquete de transmisión de televisión en vivo. Las negociaciones se desmoronaron debido a las diferentes opiniones sobre cómo evaluar el contenido, la falta de transparencia en los detalles y la personalidad del jefe negociador de Apple, Eddy Cue.
En octubre de 2016, se informó que el director ejecutivo de Apple, Tim Cook, dijo que la televisión "es de gran interés para mí y para otras personas aquí". Agregó que Apple ha "comenzado a enfocarse en algún contenido original" que calificó como "una gran oportunidad para nosotros tanto desde el punto de vista de la creación como del punto de vista de la propiedad. Por lo tanto, es un área en la que estamos enfocados".

### Personal
En junio de 2017, Apple comenzó a dar los primeros pasos importantes para formar su nueva unidad de televisión al contratar a los copresidentes de Sony Pictures Television, Jamie Elricht y Zack Van Amburg, para supervisar todos los aspectos de la programación de video mundial. Unos meses más tarde, en agosto de 2017, se contrató a Matt Cherniss como jefe de desarrollo creativo doméstico, reportando directamente a Van Amburg y Erlicht. Durante el resto de 2017, Apple continuó completando su equipo ejecutivo para Apple TV+, con Kim Rozenfeld como Directora de Programación Actual y Sin Guion, Jay Hunt como Director Creativo para Europa, Morgan Wandell como Directora de Desarrollo Creativo Internacional, Tara Sorensen se incorpora como Directora de Programación Infantil, y Max Aronson, Ali Woodruff, Carina Walker y Michelle Lee se incorporan como ejecutivos creativos y de desarrollo.
A lo largo de 2019, Apple continuó desarrollando su equipo de contenido sin guion, y Molly Thompson fue contratada como jefa de documentales en abril de 2019, Varios meses después, en noviembre de 2019, Kim Rozenfeld renunció como jefa de programación actual y sin guion para centrarse en la producción de contenido nuevamente con un acuerdo de producción de contenido de primera vista con Apple bajo Half Full Productions. Cherniss asumió las funciones de Rozenfeld supervisando la programación con guion actual.

### Informes de noticias de desarrollo
En mayo de 2018, se informó que se esperaba que Apple comenzara un proyecto hermano de su servicio de contenido original y comenzara a vender suscripciones a ciertos servicios de video directamente a través de su aplicación de TV en iOS y tvOS, en lugar de pedirles a los propietarios de dispositivos Apple que se suscriban a esos servicios a través de aplicaciones descargadas individualmente de la tienda de aplicaciones de Apple.
En octubre de 2018, se informó que Apple distribuiría su futuro contenido original a través de un servicio de video digital aún en desarrollo que se ubicaría dentro de su aplicación de TV que está preinstalada en todos los dispositivos iOS y tvOS. Se esperaba que el servicio presentara tanto contenido original, gratuito para los propietarios de dispositivos Apple, como "canales" por suscripción de compañías de medios tradicionales como HBO y Starz, lo que permitiría a los clientes suscribirse a servicios solo en línea. Más tarde ese mes, se informó además que Apple tenía la intención de implementar el servicio en los Estados Unidos durante la primera mitad de 2019 y que expandiría su disponibilidad a alrededor de 100 países en los meses posteriores a su lanzamiento inicial.

### Detalles de anuncios
El 25 de marzo de 2019, Apple realizó un evento de prensa para anunciar Apple TV+. En el evento, Apple mostró un adelanto de su próximo contenido original y anunció formalmente parte de su contenido, con actores y productores adjuntos al contenido que aparecían en el escenario. El contenido anunciado incluyó a Helpsters, la primera serie de Sesame Workshop, la productora de Sesame Street, y los primeros proyectos de Oprah Winfrey para Apple TV+, incluido un documental bajo el título provisional Toxic Labor sobre el acoso sexual en el lugar de trabajo, una serie documental sobre la salud mental, así como un revival de Oprah's Book Club como una serie de televisión independiente.
El 10 de septiembre de 2019, Apple anunció que Apple TV+ se lanzaría el 1 de noviembre de 2019 a $4.99 dólares por mes (con una prueba gratuita de 1 semana) para una cuenta que se puede compartir con hasta seis miembros de la familia. Apple también anunció que regalaría un año de Apple TV+ a cualquier persona que comprara un nuevo Apple TV, Mac, iPad, iPhone o iPod touch a partir de ese mismo día. Los suscriptores estudiantes del servicio mensual de Apple Music a una tarifa con descuento también tienen Apple TV+ incluido sin costo adicional por el momento.

### Extensiones de suscripción gratuita
Desde el inicio de Apple TV+ el 1 de noviembre de 2019, Apple ofreció una suscripción gratuita de un año a cualquiera que comprara algunos de sus productos de hardware (un iPhone, iPad, Apple TV, iPod Touch o Mac). Apple extendió inicialmente el año gratuito que debía finalizar el 1 de noviembre de 2020 al 28 de febrero de 2021, pero luego anunció a mediados de enero de 2021 que lo extenderían por segunda vez hasta el 31 de julio de 2021.
A mediados de junio de 2021, Apple agregó una nota a su sitio web en la que informaba a los clientes que los nuevos usuarios que se suscribieran después del 30 de junio de 2021 solo recibirían tres meses de suscripción gratuita en lugar del año que se daba anteriormente.

### Aumento de los precios de suscripción
El 24 de octubre de 2022, Apple anunció que aumentaría el precio de las suscripciones a Apple TV+ (junto con Apple Music y Apple One) en muchas regiones. El plan mensual aumentó $2 dólares a $6,99 dólares estadounidenses y el plan anual aumentó de $20 a $69 dólares.

## Programación original

### Series de televisión
Durante el anuncio de Apple TV+, Apple anunció los nombres, directores y estrellas que se presentarían en el servicio. A partir de marzo de 2019, cinco de las próximas series ya habían terminado la producción, y seis más ya estaban filmadas.
| Título                      | Estreno                  | Temporadas | Episodios | Duración   | Estado                    |
| --------------------------- | ------------------------ | ---------- | --------- | ---------- | ------------------------- |
| For All Mankind             | 1 de noviembre de 2019   | 2          | 20        | 48–76 min. | Renovada por una tercera  |
| The Morning Show            | 1 de noviembre de 2019   | 2          | 20        | 50–66 min. | Renovada por una tercera  |
| See                         | 1 de noviembre de 2019   | 3          | 24        | 49–62 min. | Finalizada                |
| Servant                     | 28 de noviembre de 2019  | 4          | 40        | 25–36 min. | Finalizada                |
| Truth Be Told               | 6 de diciembre de 2019   | 3          | 28        | 39–51 min. | Finalizada                |
| Home Before Dark            | 3 de abril de 2020       | 2          | 20        | 41–57 min. | Finalizada                |
| Little Voice                | 10 de julio de 2020      | 1          | 9         | 25–34 min. | Finalizada                |
| The Mosquito Coast          | 30 de abril de 2021      | 2          | 17        | 42–57 min. | Finalizada                |
| Foundation                  | 24 de septiembre de 2021 | 2          | 20        | 45–69 min. | Renovada                  |
| Invasion                    | 22 de octubre de 2021    | 1          | 10        | 33–58 min. | Renovada                  |
| Suspicion                   | 4 de febrero de 2022     | 1          | 8         | 42–52 min. | Finalizada                |
| Severance                   | 18 de abril de 2022      | 2          | 20        | 40–57 min. | Renovada por una tercera  |
| Slow Horses                 | 1 de abril de 2022       | 3          | 18        | 41–53 min. | Renovada hasta una quinta |
| Pachinko                    | 25 de marzo de 2022      | 1          | 8         | 47–63 min. | Renovada                  |
| Surface                     | 29 de julio de 2022      | 1          | 8         | 43–48 min  | Renovada                  |
| Bad Sisters                 | 19 de agosto de 2022     | 1          | 10        | 49–53 min  | Renovada                  |
| Shantaram                   | 14 de octubre de 2022    | 1          | 12        | 44–60 min  | Finalizada                |
| Echo 3                      | 23 de noviembre de 2022  | 1          | 10        | 44–60 min. | Pendiente                 |
| Dear Edward                 | 3 de febrero de 2023     | 1          | 10        | 45-54 min. | Finalizada                |
| Extrapolations              | 17 de marzo de 2023      | 1          | 8         | 49-55 min. | Pendiente                 |
| The Last Thing He Told Me   | 14 de abril de 2023      | 1          | 7         | 36–45 min. | Renovada                  |
| Silo                        | 5 de mayo de 2023        | 1          | 10        | 43–62 min  | Renovada                  |
| City of Fire                | 12 de mayo de 2023       | 1          | 8         | 46-55 min. | Finalizada                |
| The Changeling              | 8 de septiembre de 2023  | 1          | 8         | 47-52 min. | Pendiente                 |
| The Buccaneers              | 8 de noviembre de 2023   | 1          | 8         | 49-55 min. | Renovada                  |
| Monarch: Legacy of Monsters | 17 de noviembre de 2023  | 1          | 10        | 41–50 min. | Pendiente                 |
| Criminal Record             | 10 de enero de 2024      | 1          | 8         | 41–52 min. | Pendiente                 |
| The New Look                | 14 de febrero de 2024    | 1          | 10        | 49–61 min. | Renovada                  |
| Sugar                       | 5 de abril de 2024       | 1          | 8         | 32–49 min. | Pendiente                 |
| Dark Matter                 | 8 de mayo de 2024        | 1          | 9         | 46–53 min. | Pendiente                 |
| Por estrenar                |                          |            |           |            |                           |
| Time Bandits                | 24 de julio de 2024      | 1          | 10        | TBA        | Posproducción             |

| Título                        | Estreno                | Temporadas | Episodios | Duración   | Estado                   |
| ----------------------------- | ---------------------- | ---------- | --------- | ---------- | ------------------------ |
| Dickinson                     | 1 de noviembre de 2019 | 3          | 30        | 25–34 min. | Finalizada               |
| Mythic Quest: Raven's Banquet | 7 de febrero de 2020   | 2          | 20        | 24–37 min. | Renovada hasta cuarta    |
| Trying                        | 1 de mayo de 2020      | 2          | 16        | 26–30 min. | Renovada por una tercera |
| Ted Lasso                     | 14 de agosto de 2020   | 3          | 34        | 29–49 min. | Pendiente                |
| Physical                      | 18 de junio de 2021    | 3          | 30        | 27–34 min. | Finalizada               |
| Schmigadoon!                  | 16 de julio de 2021    | 2          | 12        | 25–34 min. | Pendiente                |
| Mr. Corman                    | 6 de agosto de 2021    | 1          | 10        | 23–34 min. | Finalizada               |
| Acapulco                      | 8 de octubre de 2021   | 2          | 20        | 27–36 min. | Renovada                 |
| The Afterparty                | 28 de enero de 2022    | 2          | 18        | 31–48 min. | Finalizada               |
| Loot                          | 24 de junio de 2022    | 1          | 10        | 24–30 min. | Renovada                 |
| Shrinking                     | 27 de enero de 2023    | 1          | 10        | 31–37 min. | Renovada                 |
| The Big Door Prize            | 29 de marzo de 2023    | 1          | 10        | 30–35 min. | Renovada                 |
| High Desert                   | 17 de mayo de 2023     | 1          | 8         | 25–37 min. | Finalizada               |
| Platonic                      | 24 de mayo de 2023     | 1          | 10        | 27–32 min. | Renovada                 |
| Palm Royale                   | 20 de marzo de 2024    | 1          | 10        | 44–51 min. | Renovada                 |
| Bad Monkey                    | 14 de agosto de 2024   | 1          | 10        | 39–57 min. | Renovada                 |
| Por estrenar                  |                        |            |           |            |                          |

| Título          | Estreno             | Temporadas | Episodios | Duración   | Estado     |
| --------------- | ------------------- | ---------- | --------- | ---------- | ---------- |
| Little America  | 17 de enero de 2020 | 1          | 8         | 30 min.    | Renovada   |
| Amazing Stories | 6 de marzo de 2020  | 1          | 5         | 47–53 min. | Finalizada |
| Roar            | 15 de abril de 2022 | 1          | 8         | 29–37 min. | Finalizada |

| Título                        | Estreno                 | Episodios | Duración   | Estado     |
| ----------------------------- | ----------------------- | --------- | ---------- | ---------- |
| Defending Jacob               | 24 de abril de 2020     | 8         | 45–65 min. | Finalizada |
| Lisey's Story                 | 4 de junio de 2021      | 8         | 46–56 min. | Finalizada |
| The Shrink Next Door          | 12 de noviembre de 2021 | 8         | 35–49 min. | Finalizada |
| The Last Days of Ptolemy Grey | 11 de marzo de 2022     | 6         | 49–57 min. | Finalizada |
| WeCrashed                     | 18 de marzo de 2022     | 8         | 48–61 min. | Finalizada |
| Shining Girls                 | 29 de abril de 2022     | 6         | 41–59 min. | Finalizada |
| The Essex Serpent             | 13 de mayo de 2022      | 5         | 42–50 min. | Finalizada |
| Black Bird                    | 8 de julio de 2022      | 6         | 60 min     | Finalizada |
| Five Days at Memorial         | 12 de agosto de 2022    | 8         | 60 min     | Finalizada |
| The Crowded Room              | 9 de junio de 2023      | 10        | 38–56 min. | Finalizada |
| Hijack                        | 28 de junio de 2023     | 7         | 44–52 min. | Finalizada |
| Lessons in Chemistry          | 13 de octubre de 2023   | 8         | 46–50 min. | Finalizada |
| Masters of the Air            | 26 de enero de 2024     | 9         | 55–62 min. | Finalizada |
| Manhunt                       | 15 de marzo de 2024     | 7         | 55–60 min. | Finalizada |
| Por estrenar                  |                         |           |            |            |

| Título       | Estreno            | Temporadas | Episodios | Duración   | Estado   |
| ------------ | ------------------ | ---------- | --------- | ---------- | -------- |
| Central Park | 29 de mayo de 2020 | 2          | 26        | 21–31 min. | Renovada |

### Películas originales
A continuación se muestra un listado de las películas originales del servicio:
| Título                           | Género               | Estreno                  | Duración |
| -------------------------------- | -------------------- | ------------------------ | -------- |
| Hala                             | Drama                | 6 de diciembre de 2019   | 93 min.  |
| The Banker                       | Drama                | 20 de marzo de 2020      | 120 min. |
| Greyhound                        | Drama-bélico         | 10 de julio de 2020      | 91 min.  |
| On the Rocks                     | Comedia dramática    | 23 de octubre de 2020    | 96 min.  |
| Wolfwalkers                      | Animación            | 11 de diciembre de 2020  | 102 min. |
| Palmer                           | Drama                | 29 de enero de 2021      | 110 min. |
| Cherry                           | Drama criminal       | 12 de marzo de 2021      | 140 min. |
| CODA                             | Drama                | 13 de agosto de 2021     | 112 min. |
| Come from Away                   | Musical              | 10 de septiembre de 2021 | 106 min. |
| Finch                            | Ciencia ficción      | 5 de noviembre de 2021   | 115 min. |
| Swan Song                        | Drama                | 17 de diciembre de 2021  | 111 min. |
| The Tragedy of Macbeth           | Drama histórico      | 14 de enero de 2022      | 105 min. |
| The Sky Is Everywhere            | Drama                | 11 de febrero de 2022    | 103 min. |
| Cha Cha Real Smooth              | Comedia dramática    | 17 de junio de 2022      | 107 min. |
| Luck                             | Animación            | 5 de agosto de 2022      | 96 min.  |
| The Greatest Beer Run Ever       | Drama                | 30 de septiembre de 2022 | 126 min. |
| Raymond & Ray                    | Comedia dramática    | 31 de octubre de 2022    | 100 min. |
| Causeway                         | Drama                | 4 de noviembre de 2022   | 92 min.  |
| Spirited                         | Musical              | 18 de noviembre de 2022  | 127 min. |
| Emancipation                     | Drama histórico      | 9 de diciembre de 2022   | 132 min. |
| Sharper                          | Thriller             | 17 de febrero de 2023    | 216 min. |
| Tetris                           | Drama autobiográfico | 31 de marzo de 2023      | 118 min. |
| La fiebre de los peluches Beanie | Comedia dramática    | 28 de julio de 2023      | 110 min. |
| Flora and Son                    | Comedia musical      | 29 de septiembre de 2023 | 94 min.  |
| Fingernails                      | Ciencia Ficción      | 3 de noviembre de 2023   | 113 min. |
| Los asesinos de la luna          | Drama criminal       | 20 de octubre de 2023    | 206 min. |
| Napoleón                         | Drama histórico      | 24 de noviembre de 2023  | 158 min. |
| The Family Plan                  | Comedia de acción    | 15 de diciembre de 2023  | 118 min. |
| Argylle                          | Comedia de acción    | 2 de febrero de 2024     | 135 min. |

### Contenido deportivo
En marzo de 2022, Apple anunció que emitiría Friday Night Baseball, una doble cartelera semanal de partidos de las Grandes Ligas de Béisbol (MLB) con programas en vivo previos y posteriores a los partidos a través de Apple TV+ en EE. UU., Canadá, Australia, Brasil, Japón, México, Puerto Rico, Corea del Sur y el Reino Unido a partir de la temporada 2022 de las Grandes Ligas de Béisbol.
En junio de 2022, la Major League Soccer (MLS) anunció que Apple había adquirido los derechos de transmisión global de la liga a partir de la temporada 2023. Todos los partidos de la temporada regular y de los playoffs se transmitirán mediante el MLS Season Pass, una oferta de suscripción independiente de Apple TV+; no obstante, un paquete de juegos durante cada temporada se transmitirá sin cargo adicional para los suscriptores de Apple TV+, y podrán recibir un descuento en el MLS Season Pass.